# Gnaphosa pakistanica
Espèce
Gnaphosa pakistanica est une espèce d'araignées aranéomorphes de la famille des Gnaphosidae.

## Distribution
Cette espèce est endémique du Pakistan. Elle a été découverte à 4 100 m d'altitude au col Babusar (en) à la limite du Gilgit-Baltistan et du Khyber Pakhtunkhwa.

## Description
Les mâles mesurent de 5,50 à 9,00 mm et les femelles de 7,50 à 9,50 mm.

## Étymologie
Son nom d'espèce lui a été donné en référence au lieu de sa découverte, le Pakistan.

## Publication originale
- Ovtchinnikov, Ahmad & Inayatullah, 2008 : Description of a new spider species of the genus Gnaphosa (Araneae, Gnaphosidae) from Pakistan. Vestnik zoologii, vol. 42, no 1, p. 81-83 (texte intégral).